# Manny Malhotra
Emmanuel Noveen "Manny" Malhotra, född 18 maj 1980 i Mississauga, Ontario, är en kanadensisk före detta professionell ishockeyspelare.
Manny Malhotra valdes av New York Rangers som sjunde spelare totalt i 1998 års NHL-draft och debuterade i NHL samma år.
Under NHL-karriären har Malhotra representerat New York Rangers, Dallas Stars, Columbus Blue Jackets, San Jose Sharks, Vancouver Canucks och Carolina Hurricanes.
Under lockoutsäsongen 2004–05 spelade Malhotra 20 matcher i Elitserien för HV71.
Han var känd som en defensiv center.